# 속옷

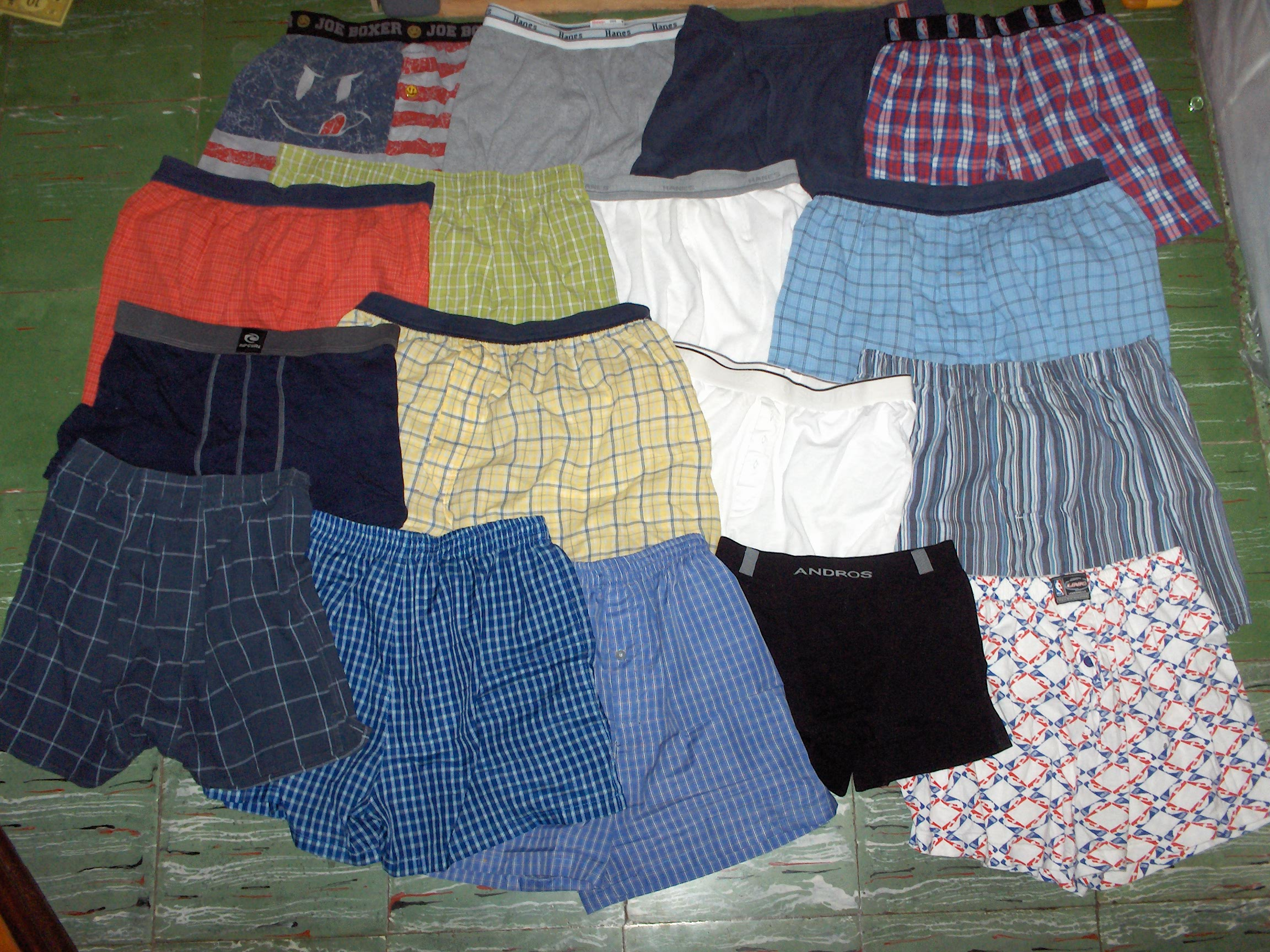
복서 쇼츠와 복서 브리프

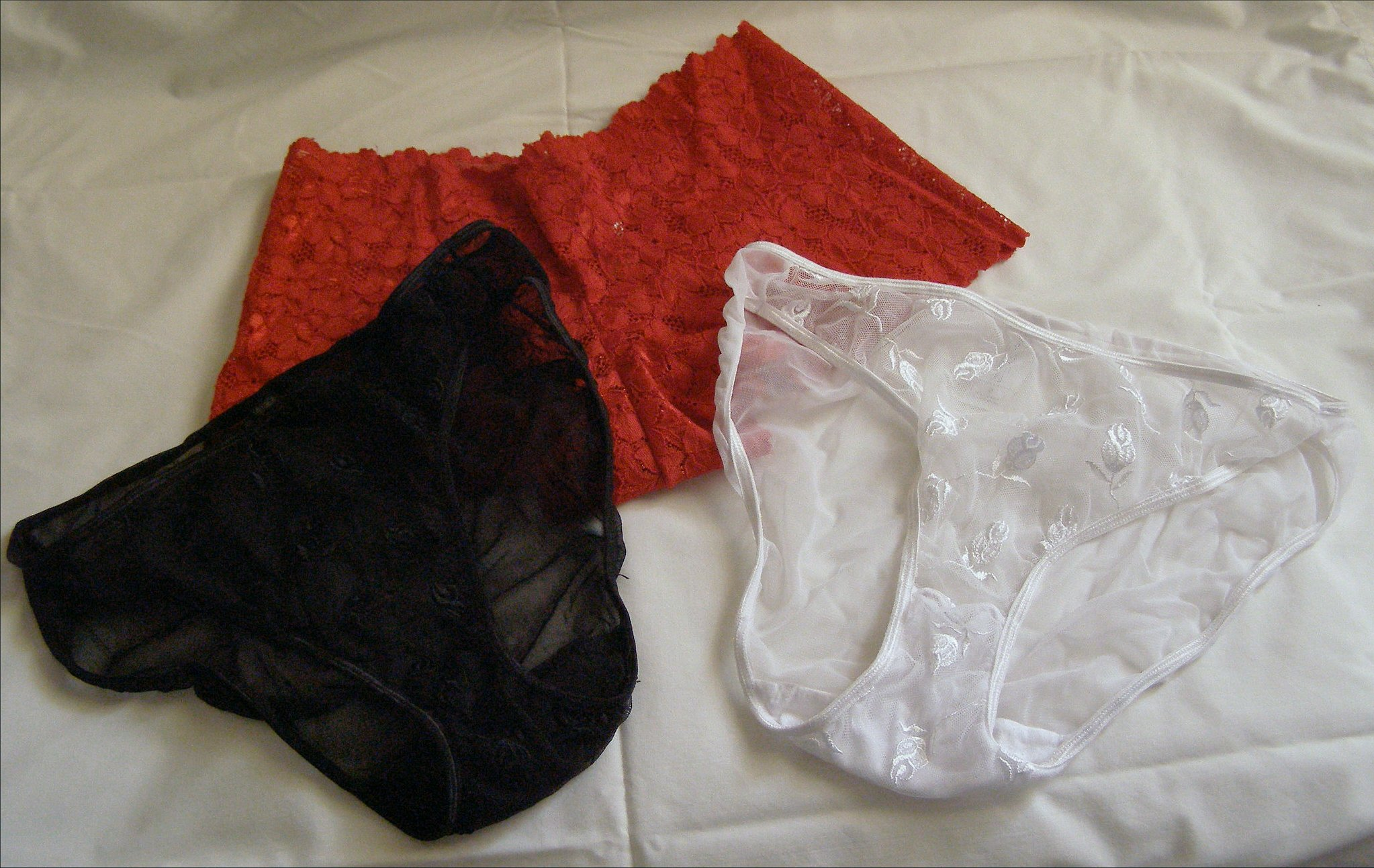
여성용 팬티 또는 니커즈

속옷(영어: undergarment, underwear)은 남성이나 여성이 겉옷 안에 입는 옷이다. 중군(中裙), 내복(內服) 또는 내의(內衣)라고도 하는데, 보통 '내복'은 추운 계절에 속옷 위에 덧입는 방한용 옷을 의미한다.
내의류는 용도에 따라 언더웨어·파운데이션·란제리 등으로 구분된다. 언더웨어는 가장 속에 입는 옷으로, 피부 분비물을 흡수하여 신체의 청결과 건강을 지켜준다. 흰색이나 겉옷과 비슷한 색이 좋으며 재질은 흡습성과 통기성이 크고, 세탁에 질기며, 신축성이 큰 면 메리야스 직물이 좋다. 팬티·러닝셔츠·브래지어 등이 여기에 속한다. 파운데이션은 체형의 결함을 보정하여 몸의 균형을 잡아주는 속옷으로, 신축성이 큰 스판덱스가 좋으며, 모양은 겉옷의 종류에 따라 선택한다. 란제리는 겉옷의 실루엣을 바르게 해 주는 옷으로 마찰 전기가 일어나지 않는 매끄러운 감인 레이온이나 대전방지 가공이 된 나일론이 좋다. 속치마·슬립 등이 여기에 속한다.
일반적으로 피부에 직접 닿지만 한 겹 이상으로 구성될 수도 있다. 속옷은 겉옷이 체액으로 더럽혀지거나 손상되는 것을 방지하고, 피부에 대한 겉옷의 마찰력을 줄이며, 몸을 만들고, 신체 부위를 가리거나 지지하는 역할을 한다. 추운 날씨에는 추가적인 보온을 위해 긴 속옷을 입기도 한다. 특별한 종류의 속옷은 종교적 의미를 지니기도 한다. 어떤 의류 품목은 속옷으로 디자인되었지만, 티셔츠나 특정 종류의 반바지처럼 속옷과 겉옷 모두에 적합한 것도 있다. 적절한 재료나 섬유로 만들어지면 일부 속옷은 잠옷이나 수영복으로 사용될 수 있으며, 일부 속옷은 성적 매력이나 시각적 매력을 위한 것이다.
속옷은 일반적으로 두 가지 유형으로, 몸통을 덮기 위해 입는 것과 허리 및 다리를 덮기 위해 입는 것이 있지만, 둘 다 덮는 속옷도 있다. 일반적으로 다른 스타일의 속옷은 여성과 남성이 착용한다. 오늘날 여성이 흔히 착용하는 속옷에는 브래지어와 여성용 팬티 (영국 영어로 knickers)가 있으며, 남성은 주로 복서 브리프나 복서 쇼츠를 착용한다. 남녀 모두 착용하는 품목에는 티셔츠, 민소매 (싱글렛, 탱크톱, A-셔츠, 베스트라고도 함), 클래식 브리프, 비키니 브리프, T팬티, G스트링 및 T-프론트가 있다.
한복의 속옷은 주로 삼베나 융, 비단으로 지어 입었는데, 여성 속옷으로는 속속곳, 고쟁이, 단속곳, 속치마, 무지기 등이 있었다. 남성 속옷으로는 8·15 해방 이전에는 고쟁이나 담바지, 사리마다를 주로 입었다. 1930년대 이후로 메리야스 공장이 설립되어 메리야스 속옷이 판매되었다. 1960년대 이후로 여성지에 속옷 선전이 실렸고, 남성 패션으로서의 속옷이 등장하였다. 1990년대 이후로 대한민국의 속옷 시장은 1조원을 넘는 것으로 추정되고 있다.

## 용어
속옷은 여러 가지 용어로 알려져 있다. underclothes, underclothing 및 underwear는 공식적인 용어이며, undergarments는 호주에서 Reg Grundys (라임 속어로 undies)와 Reginalds로, 영국에서는 smalls (초기 smallclothes에서 유래) 및 (역사적으로) unmentionables로 더 캐주얼하게 불릴 수 있다. 미국에서는 여성 속옷 하의를 흔히 팬티라고 부르며, 권장 세탁기 코스 때문이거나 단순히 섬세하기 때문에 delicates라고도 알려져 있다.
여성 속옷 전체는 란제리라고도 불린다. 또한 intimate clothing 및 intimates라고도 불린다.
언더셔츠 (영국에서는 vest)는 몸통을 덮는 속옷이며, 팬티 (영국에서는 흔히 pants라고 함), drawers, undershorts는 성기와 종종 둔부를 덮는다. 특정 속옷에 대한 용어는 아래 표에 나와 있다.

## 기능
속옷은 다양한 이유로 착용된다. 속옷은 땀, 오줌, 정액, 쿠퍼액, 인분, 질 분비물, 월경혈로 인해 겉옷이 더러워지는 것을 방지한다. 여성의 브래지어는 유방을 지지하고, 남성의 브리프는 남성 생식기에 동일한 기능을 한다. 코르셋은 파운데이션 거먼트로 착용되어 유방과 몸통을 지지하며, 여성의 신체 형태를 변화시키는 데 사용될 수 있다. 스포츠를 할 때 추가적인 지지와 보호를 위해 남성은 작스트랩과 컵 주머니가 있는 작스트랩, 보호 컵을 포함한 더 타이트한 속옷을 착용하는 경우가 많다. 남성 댄서들은 타이츠를 입을 때 지지와 단정함을 위해 댄스 벨트를 착용하기도 한다. 여성은 더 큰 지지를 제공하는 스포츠브라를 착용하여 편안함을 높이고 조깅과 같은 고강도 운동 중 가슴 인대 손상 위험을 줄일 수 있다.
추운 기후에서는 속옷이 착용자를 따뜻하게 유지하는 데 도움이 되는 추가 의류 층을 구성할 수 있다. 속옷은 또한 착용자의 단정함을 유지하는 데 사용될 수 있다. 예를 들어, 일부 여성은 캐미솔과 슬립 (페티코트)을 시스루 옷 아래에 착용한다. 반대로, 먹는 속옷이나 크로치리스 팬티와 같이 성적인 흥분을 위해 일부 유형의 속옷을 착용할 수도 있다.
속옷은 우주복과 드라이슈트 아래에 보온을 위해 착용된다. 드라이슈트의 경우, 속옷의 보온 가치는 예상 수온과 계획된 다이빙 또는 수상 활동의 활동 수준에 맞춰 선택된다.
일부 의류 품목은 속옷 전용으로 디자인되었지만, 티셔츠 및 특정 유형의 반바지와 같은 다른 품목은 속옷과 겉옷 모두에 적합하다. 겉옷으로서 속옷의 적합성은 실내 또는 실외 기후 외에 사회적 규범, 패션 및 법적 요구 사항에 크게 좌우된다. 적절한 재료로 만들어지면 일부 속옷은 잠옷이나 수영복으로 사용될 수 있다.

### 종교적 기능
속옷은 종교적 의미를 가질 수도 있다.
- 유대교. 사회적 복장 규정을 따르기 위해 탈릿 카탄은 종종 셔츠 안에 입는다.
- 모르몬교. 성전에서 엔다우먼트를 받은 후, 모르몬 신자들은 성전의 가르침을 기억하는 데 도움이 되는 특별한 성전 의복을 착용한다.[6]
- 시크교. 시크 남성과 여성이 착용하는 다섯 가지 신앙의 의식 (판지 카카르) 중 하나는 복서 쇼츠와 유사한 특정 스타일의 팬티이며 카체라로 알려져 있다.
- 조로아스터교. 조로아스터교 신자들은 세드레라고 불리는 언더셔츠를 착용하는데, 이는 쿠슈티라고 알려진 신성한 허리띠로 허리에 고정된다.

## 역사

### 고대사

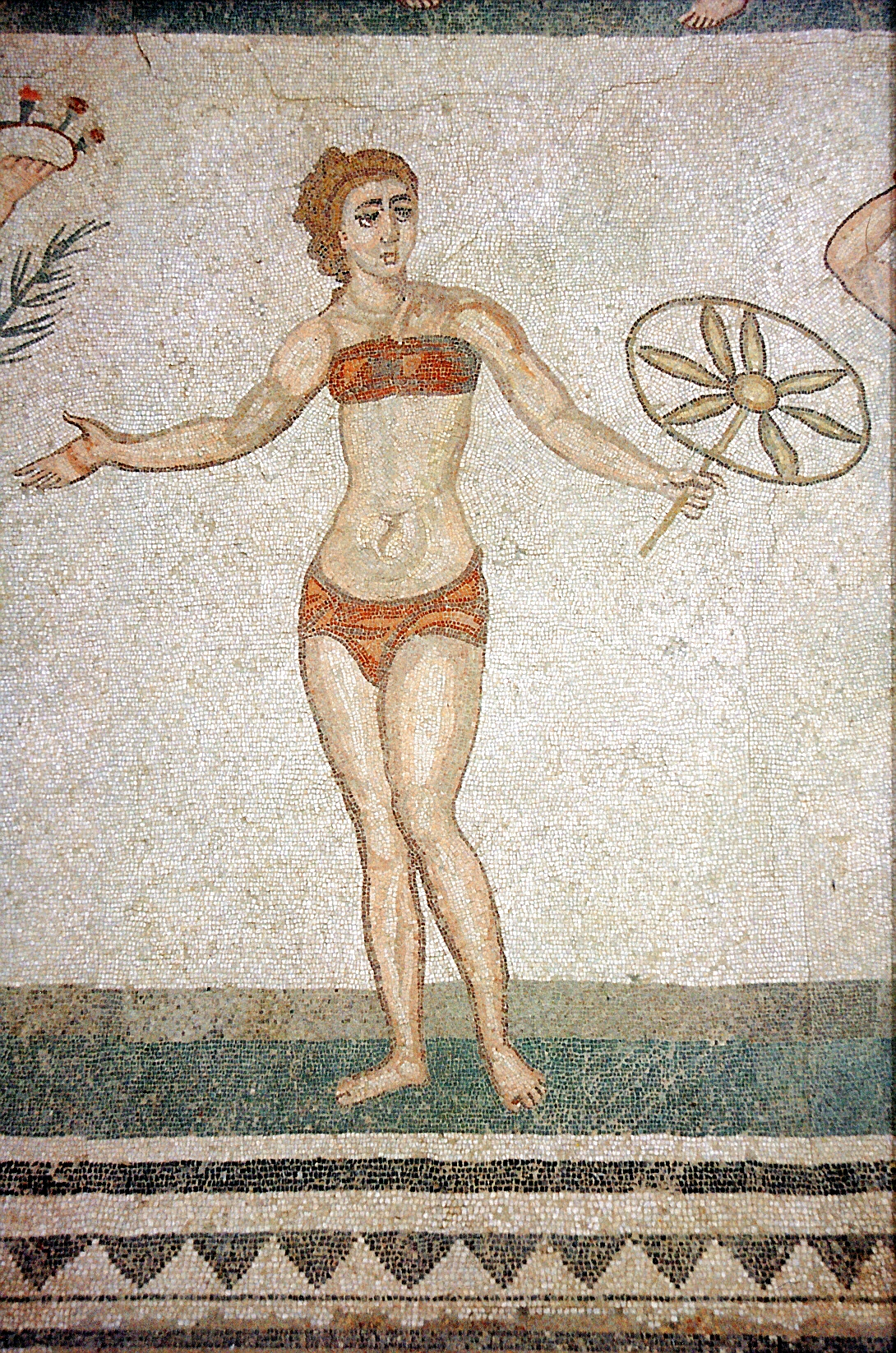
아르메리나 광장의 모자이크로, 스트로피움 (가슴 가리개)과 수블리가쿨룸을 착용한 여인을 보여준다.

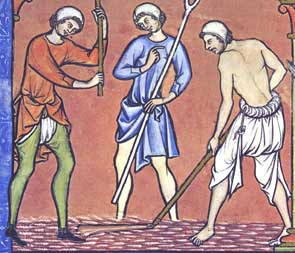
중세의 브레이스

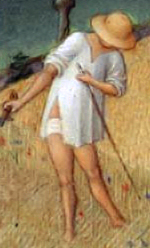
1412년 베리공의 매우 호화로운 기도서에 나오는 샅가리개

로인클로스는 가장 간단한 형태의 속옷이다. 아마도 인류가 처음 입었던 속옷일 것이다. 따뜻한 기후에서는 로인클로스가 종종 유일한 의복이었지만 (사실상 속옷이라기보다는 겉옷으로 기능), 추운 지역에서는 로인클로스가 종종 사람의 옷의 기본을 이루고 다른 옷으로 덮였다. 대부분의 고대 문명에서 이것이 유일하게 이용 가능한 속옷이었다.
샅가리개는 크게 세 가지 형태를 취할 수 있다. 첫 번째이자 가장 간단한 형태는 단순히 긴 천 조각을 다리 사이로 통과시킨 다음 허리 둘레로 감는 것이다. 고고학자들은 7,000년 전으로 거슬러 올라가는 가죽으로 만든 샅가리개의 흔적을 발견했다. 고대 하와이의 말로는 이런 형태였으며, 일본 훈도시의 여러 스타일도 그렇다. 다른 형태는 보통 카슈세크스라고 불린다. 천 삼각형에 끈이나 고리가 달려 있어, 다리 사이와 성기 위로 삼각형을 고정하는 데 사용된다. 이집트의 투탕카멘 왕 (기원전 1341년 – 기원전 1323년)은 이 스타일의 수많은 아마포 샅가리개와 함께 묻혀 있는 것이 발견되었다. 또 다른 형태는 치마와 더 비슷하다. 천을 엉덩이 주위에 여러 번 감싼 다음 허리띠로 고정한다.
남성들은 고대 그리스와 로마에서 샅가리개를 착용했다고 알려져 있지만, 그리스 여성들이 속옷을 착용했는지는 불분명하다. 노예만이 샅가리개를 착용했고 시민들은 키톤 아래에 속옷을 착용하지 않았다는 일부 추측이 있다. 로마 시대의 모자이크는 여성들 (주로 운동 경기에서 다른 옷을 입지 않은 상태에서)이 때때로 부드러운 가죽으로 만든 스트로피아 (가슴 가리개)나 브래지어를 수블리가쿨룸과 함께 착용했는데, 이는 반바지 또는 샅가리개 형태였다. 수블리가쿨룸은 남성도 착용했다.
샅가리개에 사용된 직물은 모섬유, 아마포 또는 린시울시 혼방일 수 있다. 상류층만이 수입 비단을 감당할 수 있었다.
샅가리개는 전 세계 사람들이 계속 착용하고 있다. 예를 들어, 많은 아시아 사회에서 전통적인 속옷 형태이다. 주로 열대 지방의 여러 문화권에서는 전통적인 남성 의상이 여전히 허리 아래로 단일 의복이거나 아예 아무것도 입지 않으며, 속옷은 선택 사항이다. 여기에는 인도의 도티와 룽기 또는 스코틀랜드의 킬트가 포함된다.

### 중세 및 르네상스
중세에는 서양 남성 속옷이 더 헐렁해졌다. 로인클로스는 바지처럼 헐렁한 옷인 브레이스로 대체되었는데, 착용자는 다리를 집어넣은 다음 허리와 종아리 중간쯤에서 끈으로 묶거나 맸다. 부유한 남성들은 다리만 덮는 쇼스도 종종 입었다. 브레이스 (또는 브라카)는 고대에 켈트족과 게르만 부족이 입었고 그 후 중세 시대까지 유럽인들이 입었던 바지 형태의 의복이었다. 중세 후기에는 전적으로 속옷으로만 사용되었다.

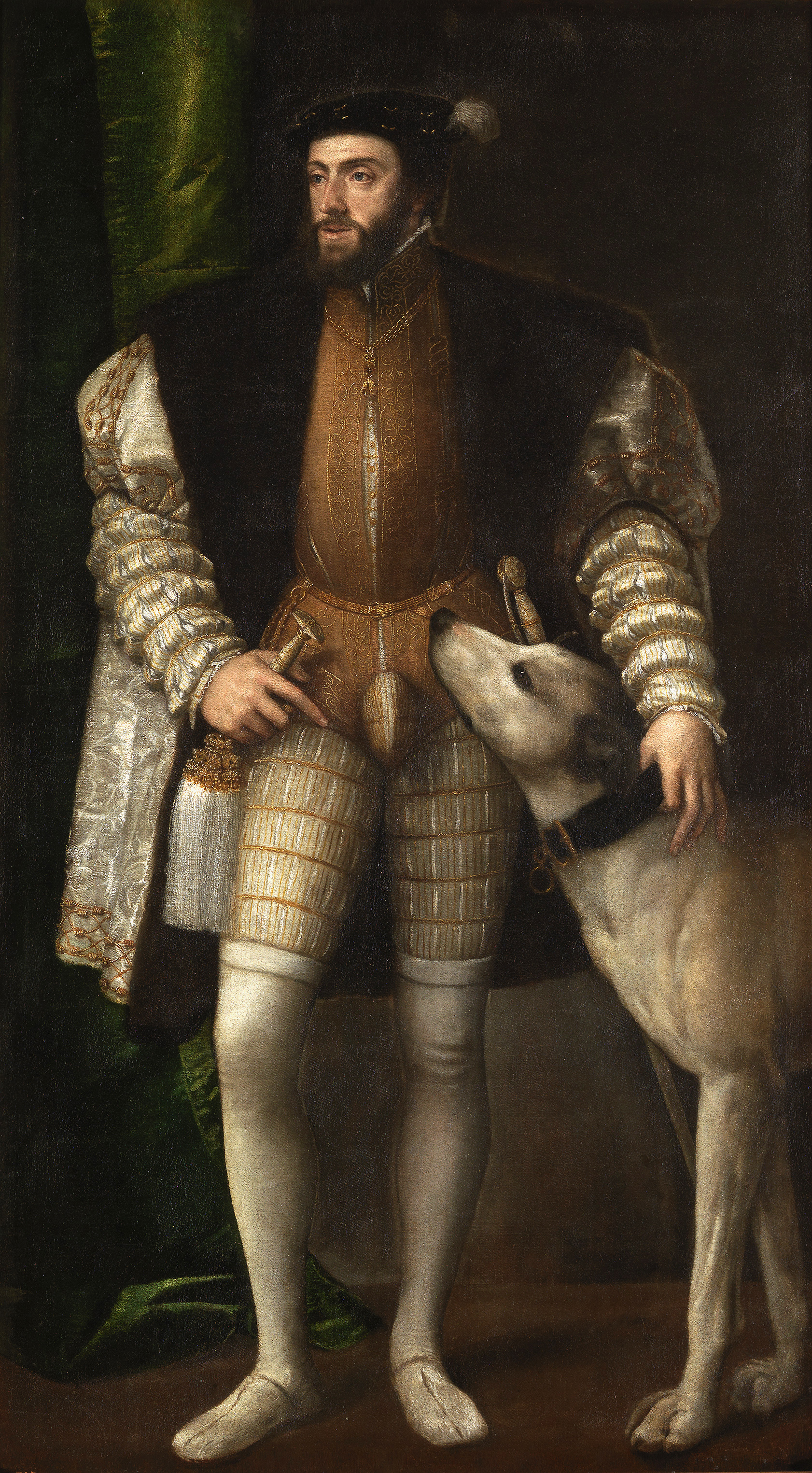
1532년–1533년 티치아노 베첼리오가 그린 신성 로마 황제, 카를 5세의 샅보대 착용 초상화

르네상스 시대에 이르러 브레이스는 더 긴 스타일의 쇼스에 맞춰 짧아졌다. 쇼스 또한 다리와 발을 덮는 몸에 꼭 맞는 호스로 대체되었다. 15세기 호스는 종종 여러 색깔을 띠었는데, 각 다리에 다른 색깔의 직물이 있거나 한 다리에 두 가지 이상의 색깔이 있기도 했다. 그러나 많은 종류의 브레이스, 쇼스, 호스는 다른 옷으로 덮을 의도가 없었기 때문에 엄밀한 의미에서는 실제로 속옷이 아니었다.
브레이스에는 일반적으로 단추나 끈으로 잠그는 앞 플랩이 있었다. 이 샅보대는 남성들이 브레이스를 완전히 벗을 필요 없이 소변을 볼 수 있게 해주었다. 샅보대는 초기 형태의 호스가 가랑이가 열려 있었기 때문에, 매우 짧은 더블릿 (앞에서 묶고 다른 옷 아래에 입는 조끼 모양의 의복)이 유행했을 때 호스와 함께 착용되기도 했다. 잉글랜드의 헨리 8세는 자신의 샅보대에 패딩을 넣기 시작했고, 이는 16세기 말에야 끝난 점점 더 커지는 샅보대 유행을 촉발시켰다. 국왕이 매독과 같은 성병을 앓았을 수 있으며, 그의 큰 샅보대가 증상을 완화하기 위해 약물에 적신 붕대를 포함했을 수 있다는 추측이 있다. 헨리 8세는 또한 건강한 아들을 원했으며, 이런 식으로 자신을 투영하면 다산을 나타낼 것이라고 생각했을 수도 있다. 샅보대는 때때로 작은 물건을 보관하는 주머니로 사용되기도 했다.

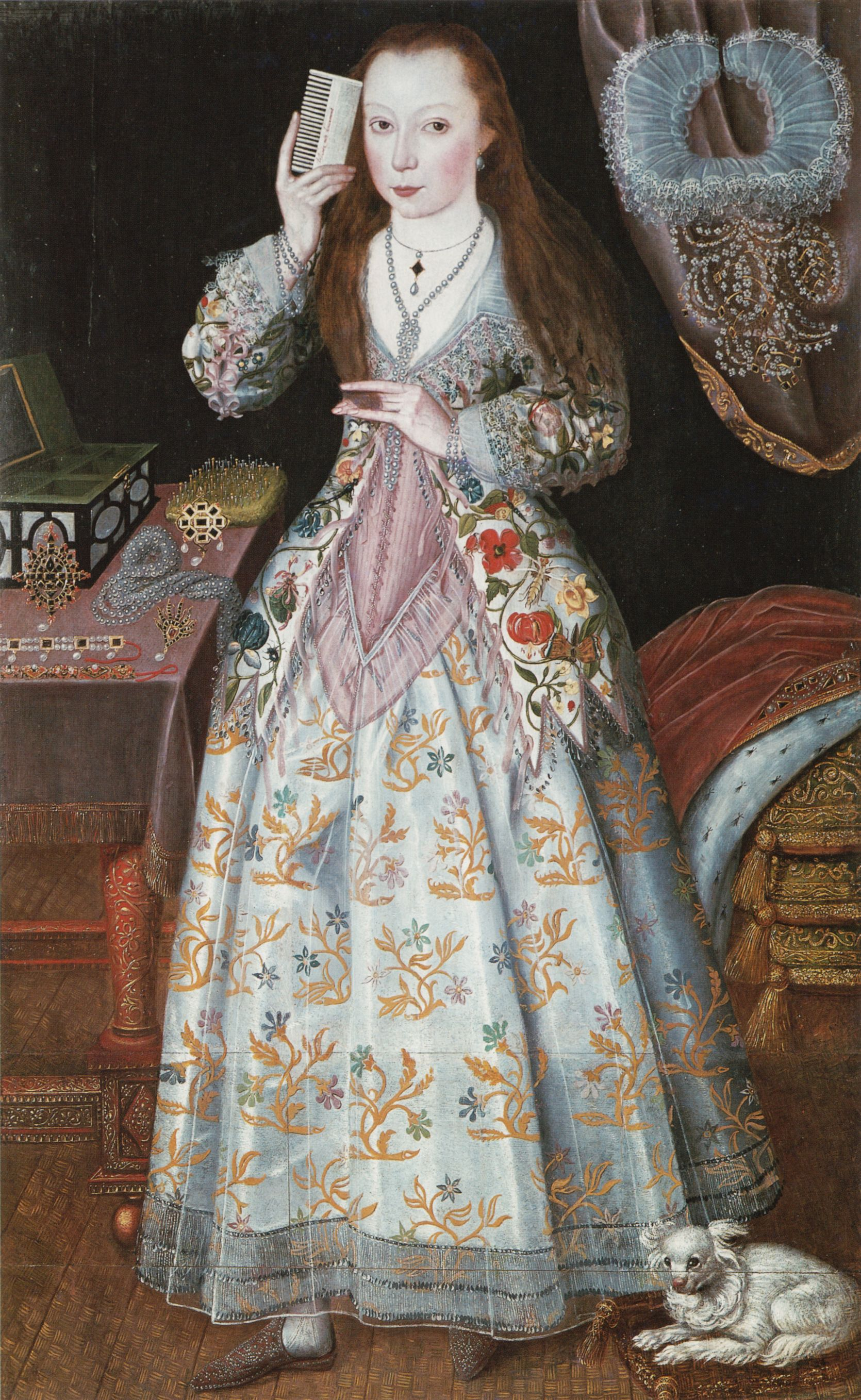
자신의 사적인 부두아르에 있는 숙녀; 로즈핑크 코르셋 또는 단순한 보디스 위에 비공식적인 자수 재킷을 입고 장식된 페티코트를 착용, c. 1600

몸통 윗부분에는 중세 남녀 모두 일반적으로 프랑스에서는 슈미즈, 영국에서는 스목 또는 시프트라고 불리는 몸에 꼭 맞는 셔츠 모양의 옷을 입었다. 현대 셔츠의 전신인 슈미즈는 남성의 브레이스 안에, 겉옷 아래에 넣어 입었다. 여성은 가운이나 로브 아래에 슈미즈를 입었고, 때로는 슈미즈 위에 페티코트를 입었다. 정교하게 누빔 처리된 페티코트는 잘린 드레스 사이로 드러날 수 있었으며, 이 경우 속옷이라기보다는 치마 역할을 했다. 16세기에는 파팅게일이 유행했다. 이것은 갈대나 버드나무 가지로 뻣뻣하게 만든 페티코트로, 여성의 몸에서 허리부터 원뿔 모양으로 튀어나오게 했다.
코르셋 또한 이 시기에 착용되기 시작했다. 처음에는 쌍을 이루는 몸통이라고 불렸는데, 이는 버클럼, 갈대, 지팡이, 고래수염, 또는 다른 재료로 뻣뻣하게 만든 또 다른 보디스 위에 착용하는 뻣뻣하게 만든 장식용 보디스를 의미했다. 이들은 빅토리아 시대에서 흔히 볼 수 있는 작은 허리, 곡선형 코르셋이 아니라 가슴을 평평하게 만드는 직선형 지지대였다.
남성의 브레이스와 호스는 결국 단순한 면, 실크 또는 아마포 서랍으로 대체되었는데, 이들은 일반적으로 무릎 길이의 바지로 앞쪽에 단추 플랩이 있었다.
피터르 브뤼헐 더 아우더의 학동들의 당나귀, 림버그 형제의 베리공의 매우 호화로운 기도서, 또는 그리마니 브레비아리: 2월에서 튜닉만 입고 팬티를 입지 않은 중세 사람들을 볼 수 있다.
2012년 오스트리아 렝베르크성에서 발견된 자료에 따르면, 현대 브래지어와 매우 유사한 레이스와 아마포 브래지어 같은 의류가 생각했던 것보다 수백 년 전에 존재했다는 것을 보여준다.

### 계몽주의와 산업 시대
18세기 후반 제니 방적기와 조면기의 발명으로 면직물이 널리 보급되었다. 이로 인해 공장에서 속옷을 대량생산할 수 있게 되었고, 처음으로 많은 사람들이 집에서 직접 만들던 속옷을 상점에서 구매하기 시작했다.
18세기 여성의 스테이는 뒤에서 끈으로 묶여 어깨를 뒤로 당겨 높고 둥근 가슴과 곧은 자세를 형성했다. 색깔 있는 스테이가 인기를 끌었다. 세기 말의 편안한 시골 스타일과 함께 스테이는 짧아지고 뼈대가 없거나 가볍게 뼈대가 들어가게 되었으며, 이제 코르셋이라고 불렸다. 1820년대에 가는 허리가 유행하면서 코르셋은 다시 뼈대가 들어가고 끈으로 묶여 몸매를 형성했다. 1860년대에 이르러서는 작은 ("와습") 허리가 아름다움의 상징으로 여겨졌고, 이를 위해 코르셋은 고래뼈나 강철로 뻣뻣하게 만들어졌다. 코르셋의 "타이트 레이싱"은 소수의 여성들 사이에서만 흔한 관행이 아니었고, 때로는 여성이 기절실로 물러나야 할 필요가 있었지만, 코르셋의 주요 용도는 코르셋과 의복이 함께 만들어내는 착시 현상을 이용하여 더 작은 허리를 만드는 것처럼 보이게 하여 당시 유행하는 몸매를 위한 매끄러운 선을 만드는 것이었다. 1880년대에 이르러 복장 개혁 운동은 타이트 레이싱으로 인한 내부 장기와 뼈의 고통과 손상에 반대하는 캠페인을 벌였다. 이네즈 가셰-사라우트는 착용자의 근육을 지지하는 데 도움이 되는 직선형 버스크가 있는 "건강 코르셋"을 발명했다.
코르셋은 일반적으로 얇은 아마포나 면 또는 모슬린으로 만든 셔츠 형태의 시프트 위에 착용되었다. 치마 스타일이 짧아지고 판탈레트 또는 판탈룬이라고 불리는 긴 서랍형 속옷이 다리를 덮었다. 판탈레트는 19세기 초 프랑스에서 시작되어 빠르게 영국과 미국으로 퍼졌다. 판탈레트는 레깅스 또는 긴 서랍형 속옷의 한 형태였다. 한 벌로 되어 있거나, 각 다리마다 별도의 두 벌로 되어 허리에 단추나 끈으로 고정할 수 있었다. 위생상의 이유로 가랑이는 열어 두었다.

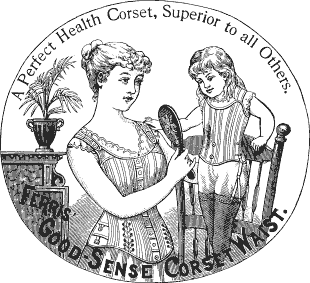
1883년 "건강 코르셋"

1830년대부터 스커트가 풍성해지면서 여성들은 유행하는 종 모양을 만들기 위해 많은 페티코트를 입었다. 1850년대에는 뻣뻣하게 만든 크리놀린과 나중에는 후프 스커트가 더욱 넓은 스커트를 착용할 수 있게 했다. 엉덩이 모양을 강조하기 위해 엉덩이 위에 착용하는 프레임 또는 패드인 버슬은 두 세기 동안 여성들이 간헐적으로 사용했지만, 1880년대 후반에 인기가 절정에 달했고 1890년대에는 유행이 지났다.
크리놀린을 입은 여성들은 겸손함과 따뜻함을 위해 그 아래에 종종 서랍형 속옷을 입었다.

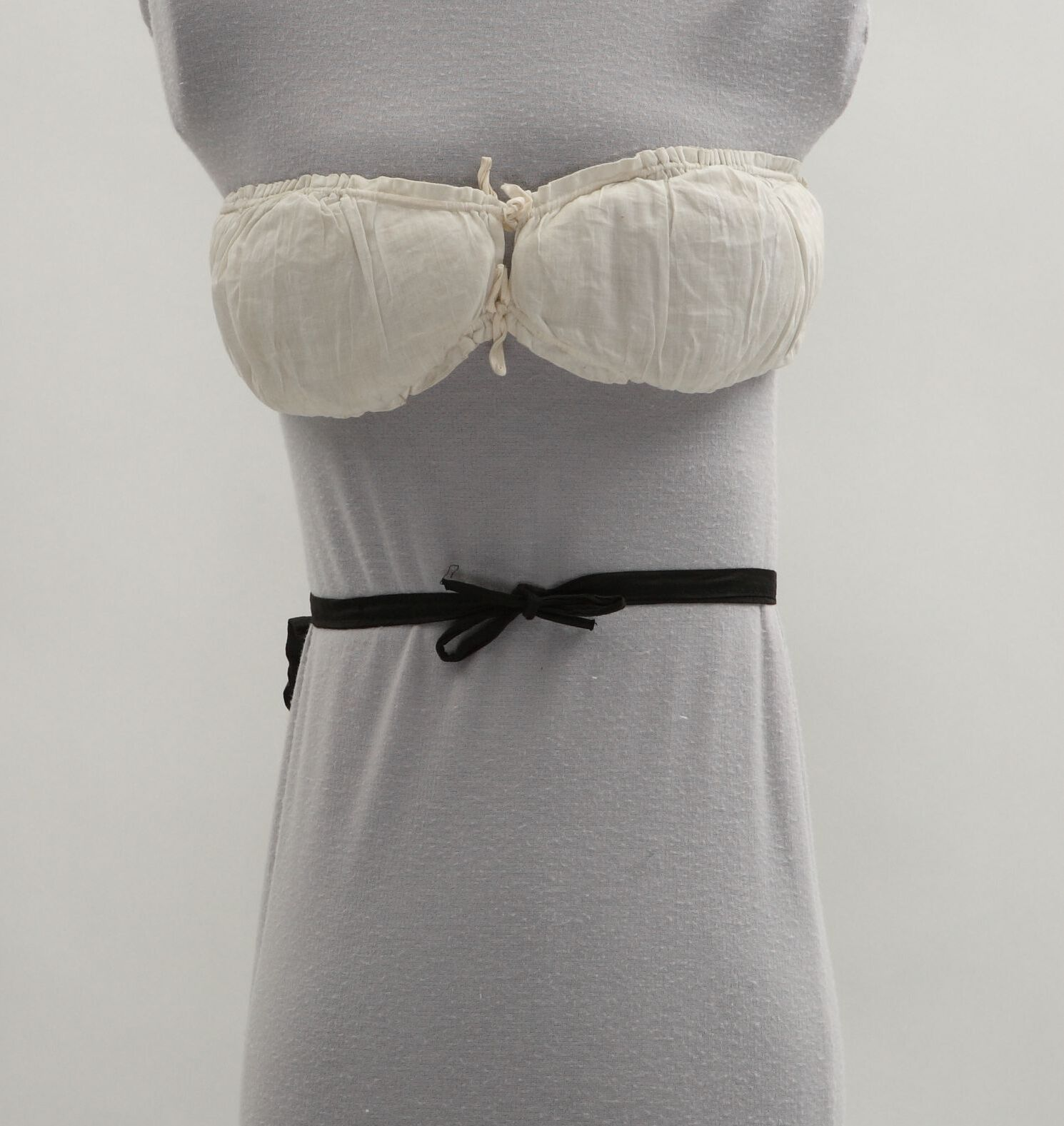
신장 모양 패드, 속은 아마포로 덮인 남자의 수염

19세기 후반 남성, 여성, 어린이를 위한 또 다른 흔한 속옷은 유니온 슈트였다. 유티카 (뉴욕주)에서 발명되어 1868년에 특허를 받은 이 옷은 일반적으로 니트 재질로 만들어진 앞 단추 여밈의 원피스 옷으로, 소매는 손목까지, 다리는 발목까지 내려왔다. 뒤쪽에는 화장실 사용을 쉽게 하기 위한 단추 여밈 플랩(구어적으로 "접근 해치", "드롭 시트", "소방관 플랩"으로 알려짐)이 있었다. 유니온 슈트는 롱 존스의 전신으로, 긴팔 상의와 긴 바지로 구성된 투피스 옷인데, 이는 링에서 비슷한 옷을 입었던 미국 복서 존 L. 설리번의 이름을 따서 명명되었을 가능성이 있다.
작스트랩은 1874년 시카고 스포츠 용품 회사인 Sharp & Smith의 C. F. 베넷이 보스턴의 코블스톤 거리를 달리는 자전거 기수들에게 편안함과 지지를 제공하기 위해 발명했다. 1897년 베넷의 새로 설립된 Bike Web Company는 Bike Jockey Strap을 특허 내고 대량 생산하기 시작했다.

### 1900년대부터 1920년대까지

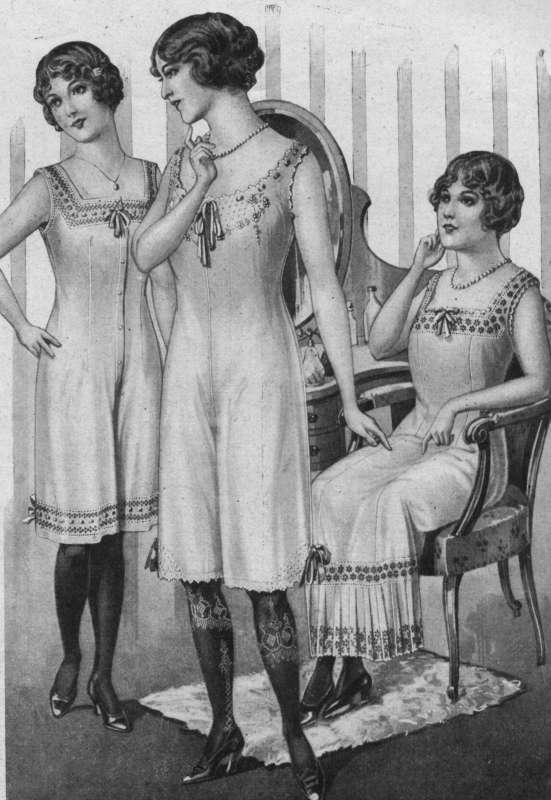
숙녀용 속옷 광고, 1913년

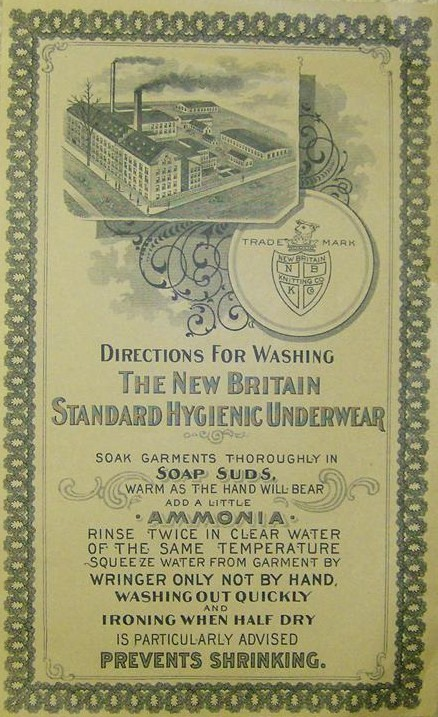
1915년경 뉴브리튼 표준 위생 속옷 손빨래 방법

20세기 초, 대량 생산 속옷 산업은 호황을 누렸고, 경쟁으로 인해 생산자들은 경쟁하기 위해 온갖 혁신적이고 기발한 디자인을 내놓아야 했다. 하네스사는 이 호황 속에서 등장하여 유니온 슈트의 최고 제조업체로 빠르게 자리 잡았으며, 유니온 슈트는 1930년대까지 흔했다. 섬유 기술은 계속 발전했고, 단일 유니온 슈트를 만드는 데 걸리는 시간은 며칠에서 몇 분으로 단축되었다.
한편, 여성 속옷 디자이너들은 코르셋을 완화했다. 새롭고 유연하지만 지지력 있는 소재의 발명으로 고래뼈와 강철 뼈를 제거할 수 있었다. 해방 또는 리버티 보디스는 꽉 죄는 코르셋에 대한 대안을 제공했고, 호주와 영국에서는 리버티 보디스가 소녀와 여성 모두에게 표준 품목이 되었다.
남성 속옷도 계속해서 발전했다. 뉴저지주에서 루이지애나주로 이주한 벤저민 조지프 클라크는 보저군에 보시에르라는 벤처 캐피털 회사를 설립했다. 그의 회사에서 제조한 제품 중 하나는 현대 속옷과 유사한 몸에 꼭 맞는 복서 쇼츠였다. 이 회사는 20세기 초에 파산했지만, 남성 속옷 디자인에 어느 정도 영향을 미쳤다.
속옷 광고는 1910년대에 처음 등장했다. 미국의 첫 속옷 인쇄 광고는 1911년 더 새터데이 이브닝 포스트에 실렸으며, 조지프 크리스천 레이엔데커가 그린 "Kenosha Klosed Krotch"의 유화가 실렸다. 초기 속옷 광고는 내구성과 편안함을 강조했으며, 패션은 판매 포인트로 간주되지 않았다.
1910년대 말, Chalmers Knitting Company는 유니온 슈트를 상하 부분으로 나누어 사실상 현대적인 언더셔츠와 드로워즈를 발명했다. 여성들은 캐미솔과 탭 팬티로 알려진 이 기본적인 두 가지의 더 레이스 같은 버전을 착용했다.

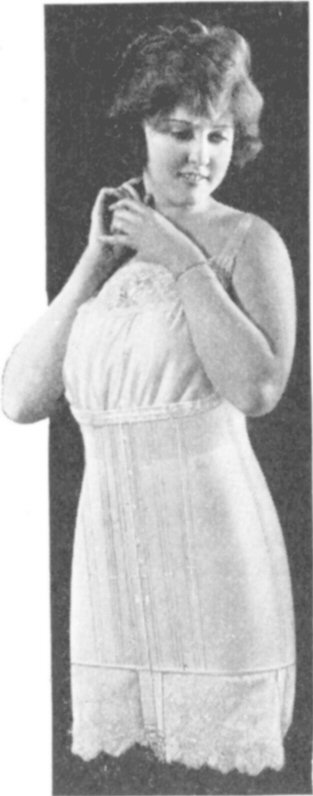
1922년 "스텝 인"과 캐미솔 위에 입은 코르셋

1912년, 미국은 첫 번째 전문 속옷 디자이너를 맞이했다. 프랑스 이민자 Lindsay "Layneau" Boudreaux는 단명한 팬티 회사 Layneau를 설립했다. 그녀의 회사는 1년 만에 문을 닫았지만, 여러 면에서 중요한 영향을 미쳤다. Boudreaux는 미국 여성이 회사를 설립하고 운영할 수 있음을 세상에 보여주었고, 속옷 산업에 혁명을 일으키기도 했다.
1913년, 뉴욕 사교계 인사 메리 펠프스 제이콥은 리본으로 두 개의 손수건을 묶어 최초의 현대적인 브래지어를 만들었다. 제이콥의 원래 의도는 시스루 드레스에 비치는 코르셋에서 튀어나온 고래뼈를 가리는 것이었다. 제이콥은 가족과 친구들을 위해 브래지어를 만들기 시작했고, 이 옷에 대한 소문은 곧 입소문을 통해 퍼졌다. 1914년, 제이콥은 자신의 디자인에 대한 특허를 획득하고 미국 전역에 마케팅을 시작했다. 비록 여성들이 과거에도 브래지어와 유사한 옷을 입었지만, 제이콥의 디자인은 성공적으로 마케팅되어 널리 채택된 최초의 것이었다.
10년이 끝날 무렵, 아멜리아 젠크스 블루머 (1818–1894)에 의해 대중화되었지만 엘리자베스 스미스 밀러가 발명한 바지 형태의 "블루머"는 사이클링과 테니스와 같은 활동을 즐기는 소위 깁슨 걸들에게 인기를 얻었다. 이러한 새로운 여성 운동 능력은 코르셋을 유행에서 밀어내는 데 도움이 되었다. 코르셋의 쇠퇴에 영향을 미친 또 다른 주요 요인은 제1차 세계 대전 중 금속이 전 세계적으로 부족했다는 사실이었다. 강철 레이스 코르셋은 브래지어에게 자리를 내주었다.
한편, 제1차 세계 대전 병사들에게는 단추 여밈 반바지가 속옷으로 지급되었다. 단추는 옷 앞면에 꿰맨 별도의 천 조각인 "요크"에 부착되었고, 착용감은 옆면의 끈으로 조절되었다. 이 디자인은 인기가 너무 많아서 전쟁이 끝날 무렵 유니온 슈트의 인기를 능가하기 시작했다. 레이온 의류 또한 전후 기간에 널리 보급되었다.
1920년대에는 제조업체들이 내구성에서 편안함으로 강조점을 옮겼다. 유니온 슈트 광고는 단추 수를 줄이고 접근성을 높인 특허받은 새로운 디자인을 극찬했다. 이러한 실험적인 디자인 대부분은 대부분의 유니온 슈트와 드로워즈에 흔한 가랑이 플랩을 닫는 새로운 방법과 관련이 있었다. 1920년대에는 내구성 때문에 나인숙이라는 새로운 면직물이 인기를 얻었다. 소매업체들도 미리 수축 처리된 속옷을 판매하기 시작했다.
또한 1920년대에는 여성 드레스의 밑단이 올라가면서 여성들이 노출된 다리를 가리기 위해 스타킹을 신기 시작했다. 여성용 블루머도 훨씬 짧아졌다. 앳된 플래퍼 스타일이 유행하면서 짧은 블루머는 더욱 헐렁하고 지지력이 떨어졌다. 10년이 끝날 무렵에는 현대 팬티와 매우 유사하지만 다리 부분이 더 넓은 "스텝인"으로 알려지게 되었다. 이들은 제공하는 유연성 때문에 착용되었다.
가터벨트는 스타킹이 흘러내리지 않도록 발명되었다.
1928년, 러시아에서 이민 온 유대인 아이다 로젠탈이 운영하는 회사인 메이든폼은 브래지어를 개발하고 브라의 현대적인 컵 사이즈를 도입했다.

### 1930년대와 1940년대
현대 남성용 팬티는 대체로 1930년대에 발명되었다. 1935년 1월 19일, 쿠퍼스 사는 시카고에서 세계 최초의 브리프를 판매했다. "의류 엔지니어" 아서 크니블러가 디자인한 브리프는 다리 부분을 없애고 Y자형으로 겹쳐지는 플라이를 가지고 있었다. 이 회사는 이 디자인을 이전에 작스트랩에서만 가능했던 지지력을 제공한다는 의미에서 "조키"라고 불렀다. 조키 브리프는 출시 3개월 만에 30,000쌍 이상이 팔릴 정도로 인기가 많았다. 수십 년 후 사명을 조키로 바꾼 쿠퍼스는 "마스큘-라인" 비행기를 보내 "남성 지지" 브리프를 미국 전역의 소매업체에 특별 배달했다. 1938년 영국에 "조키"가 도입되었을 때는 주당 3,000개가 팔렸으며, 그곳에서는 별칭 Y-프론트를 얻었다.
이 10년 동안 회사들은 고무 밴드가 달린 단추 없는 드로워즈도 판매하기 시작했다. 이것은 전문 권투 선수들이 입는 반바지와 비슷하여 이름 붙여진 최초의 진정한 복서 쇼츠였다. Scovil Manufacturing은 이 시기에 똑딱단추를 도입했는데, 이는 다양한 종류의 속옷에 인기 있는 추가 기능이 되었다.
1930년대 여성들은 코르셋을 다시 입기 시작했는데, 이제는 거들이라고 불렸다. 이 의복에는 고래뼈와 금속 지지대가 없었고, 일반적으로 브래지어(이제는 보통 "브라"라고 불림)와 부착된 가터가 함께 제공되었다.

1933년, 노르웨이 육군 사령관인 헨릭 나트비그 브룬은 1921년부터 개발 중이던 노르웨이 왕실 경비대의 추운 계절 옷으로 최초의 Brynje Thermal String vest를 발명했다. 이는 청어를 잡는 데 사용되었던 두 개의 어망을 재활용하여 피부에 공기를 가둬 단열 기능을 제공하는 셔츠로 만든 것이었다. 같은 원리에 기반한 셀룰러 직물은 1896년에 Aertex라는 상표명으로 특허를 받았다.
제2차 세계 대전 중에는 고무와 금속 부족으로 인해 고무 밴드와 금속 단추가 다시 단추 잠금 장치로 바뀌었다. 해외에 있는 군인들이 속옷을 먼저 구할 수 있었기 때문에 속옷을 구하기가 더 어려웠다. 특수작전집행부는 로프로 사용할 수 있는 스트링 베스트를 요원들에게 지급했다. 전쟁이 끝날 무렵, 조키와 하네스는 미국에서 업계 선두를 유지했지만, 클루엣, 피보디 앤 컴퍼니는 1933년 샌포드 클루엣이 발명한 "샌포라이제이션"이라는 사전 수축 공정을 도입하면서 명성을 얻었고, 이는 대부분의 주요 제조업체에 라이선스되었다.
한편, 일부 여성들은 코르셋을 다시 입기 시작했는데, 이번에는 착용자에게 와습 모양의 허리 라인을 제공한다고 하여 "와스피"라고 불렸다. 많은 여성들이 스트랩리스 브라를 착용하기 시작했으며, 이는 가슴을 위로 밀어 올리고 가슴골을 강조하는 능력으로 인기를 얻었다.

### 1950년대와 1960년대
1950년대 이전에는 속옷이 단순하고 기능적인 흰색 옷감으로 되어 있었으며, 대중에게 보여져서는 안 되는 것이었다. 1950년대에 속옷은 그 자체로 패션 아이템으로 홍보되기 시작했고, 인쇄물과 색상으로 만들어지기 시작했다. 제조업체들은 또한 레이온과 닥론, 나일론, 스판덱스와 같은 새로운 직물로 실험했다. 1960년까지 남성 속옷은 요란한 무늬나 만화 캐릭터와 같은 메시지나 이미지로 정기적으로 인쇄되었다. 1960년대에 백화점들은 남성용 더블 시트 브리프를 제공하기 시작했는데, 이는 착용감을 두 배로 늘리고 편안함을 더해주는 선택적인 기능이었다. 이 시기 동안 더블 두께 시트와 하네스 및 BVD와 같은 제조 브랜드를 광고하는 상점들은 Newspapers.com을 통해 볼 수 있다.
여성 속옷은 허리 대신 가슴을 강조하기 시작했다. 이 시기에는 크리스티앙 디오르의 "뉴 룩"에서 영감을 받은 뾰족한 컵이 특징인 총알 브래지어 뾰족한 가슴이 도입되었다. 오리지널 원더브라와 푸쉬업 브라는 프레데릭스 오브 할리우드에서 큰 인기를 얻었다. 여성 팬티는 더욱 화려하고 장식적으로 변했으며, 1960년대 중반에는 힙허거와 비키니 (태평양의 비키니 환초 섬 이름을 따서 명명됨)라는 두 가지 축약형 스타일로, 종종 시스루 나일론 직물로 제공되었다.
팬티 스타킹은 영국 영어로 타이츠라고도 불리며, 팬티와 호스를 한 옷으로 결합한 것으로, 1959년 노스캐롤라이나주의 글렌 레이븐 공장에서 발명되어 처음 등장했다. 이 회사는 나중에 미니스커트의 인기에 힘입어 1965년에 심리스 팬티스타킹을 선보였다. 10년이 끝날 무렵, 거들은 여성들이 더 섹시하고 가벼우며 편안한 대안을 선택하면서 인기를 잃었다.
미국에서 여성 운동이 등장하면서 1960년대 후반 동안 팬티스타킹 판매는 초기에 급증한 후 감소했다.

### 1970년대부터 현재까지
패션으로서의 속옷은 1970년대와 1980년대에 절정에 달했으며, 속옷 광고주들은 편안함, 건강, 내구성, 전반적인 실용성보다는 성적 매력에 집중하기 시작했다. 수영복에서도 마찬가지로, 플래퍼 시대부터 쌓여온 트렌드가 결실을 맺었다. 캘빈 클라인과 같은 디자이너들은 브리프 광고에 거의 나체에 가까운 남성 모델을 등장시키기 시작했다. 게이 커뮤니티의 증가하는 부는 다양한 속옷 선택을 촉진하는 데 도움이 되었다. 앤디 워홀은 그의 책 『앤디 워홀의 철학』 (1975)에서 다음과 같이 썼다.
B에게 양말도 좀 필요하고, 최소한 조키 쇼츠 30벌도 필요하다고 말했어요. 그는 이탈리아 스타일의 브리프로 바꾸는 것을 제안했어요. T자형 가랑이가 달려서 당신을 더 커 보이게 하는 것이죠. 로마에서 엘리자베스 테일러 영화에 출연하던 날 한 번 입어봤는데, 너무 자의식적으로 느껴져서 싫다고 말했죠. 여성들이 업리프트 브라를 입을 때 느끼는 그런 느낌이 들었어요.

워홀은 그의 조키 브리프를 너무 좋아해서 그것을 그의 달러 사인 그림 중 하나의 캔버스로 사용했다.
1970년대 영국에서는 타이트한 청바지가 젊은 남성들 사이에서 복서 쇼츠보다 브리프의 우위를 지속시켰지만, 10년 후 닉 카멘이 리바이스의 "런드리" TV 광고에서 501 청바지를 위해 공공 무인 세탁소에서 흰색 복서로 옷을 벗는 모습이 복서에게 큰 힘을 실어주었다. 그러나 브리프는 미국 젊은 남성들 사이에서 1950년대부터 1990년대 중반까지 여전히 인기가 많았다.
1920년대부터 탱크 슈트 또는 마일로트로 알려진 수영복 유형에서 이름을 딴 탱크톱은 1980년대 미국에서 따뜻한 날씨 캐주얼 겉옷으로 인기를 얻었다. 마돈나와 신디 로퍼와 같은 공연자들은 종종 다른 옷 위에 속옷을 입은 모습이 목격되기도 했다.
이그조틱 댄서들이 수십 년 동안 착용했지만, 1980년대에 G스트링은 남아메리카, 특히 브라질에서 처음 인기를 얻었다. 원래는 수영복의 한 스타일이었는데, 옷 뒷면이 너무 좁아 엉덩이 사이에 사라진다. 1990년대까지 이 디자인은 대부분의 서구 세계로 퍼졌고, T팬티 속옷이 인기를 얻었다. 오늘날 T팬티는 여성 속옷 중 가장 빠르게 팔리는 스타일 중 하나이며, 남성도 착용한다.
1990년대에는 복서 브리프가 도입되었는데, 이는 복서 쇼츠의 긴 형태를 취하면서도 브리프의 타이트함을 유지한다. 힙합 스타들은 "새깅"을 대중화시켰는데, 이는 헐렁한 바지나 반바지를 허리 아래로 늘어뜨려 요대나 그 아래에 입은 팬티의 더 많은 부분을 노출시키는 것이다. 일반적으로 복서 쇼츠나 복서 브리프였다.

## 트렌드

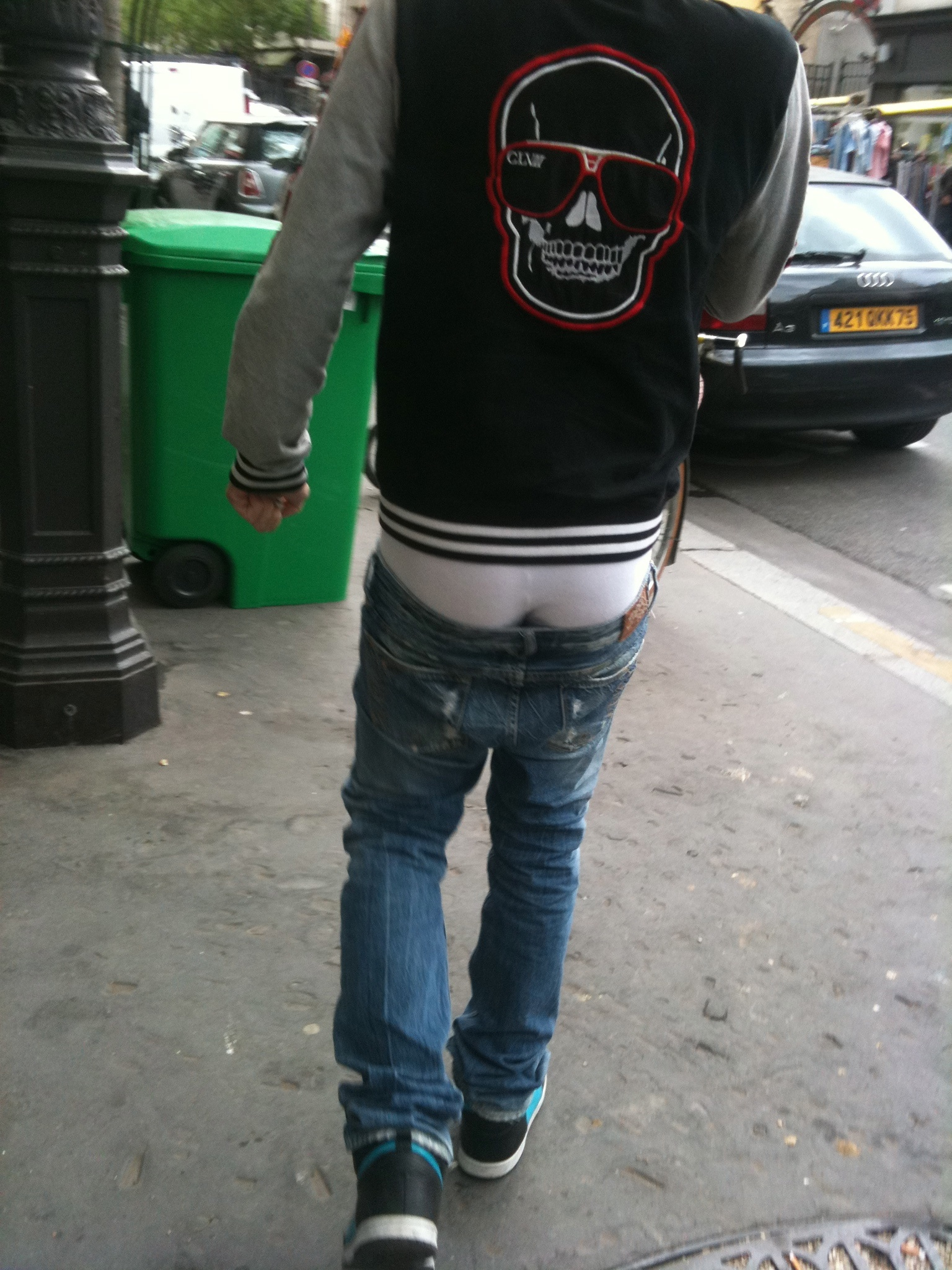
착용자의 속옷을 드러내는 새깅 팬츠

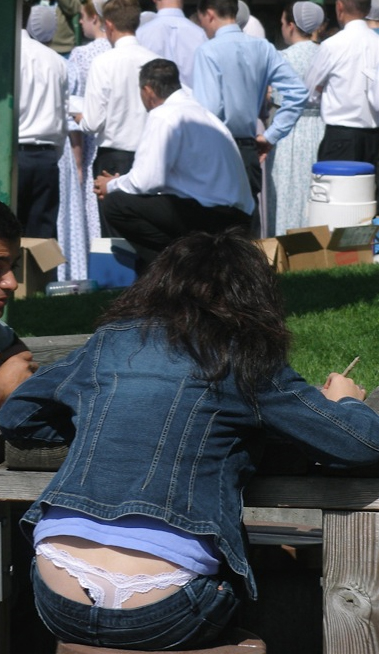
팬티 위에 T팬티 속옷을 드러내는 여성, 웨일 테일

어떤 사람들은 편안함, 겉옷 (특히 몸에 꼭 맞는 옷)을 더 보기 좋게 만들거나, 팬티 라인을 피하기 위해, 성적으로 흥분되기 때문에, 환기를 늘리고 습기를 줄이기 위해 또는 아무런 필요성을 느끼지 못하여 팬티를 전혀 입지 않기로 선택한다. 사이클링 쇼츠와 킬트 (참조: 트루 스코츠맨)와 같은 특정 유형의 옷은 팬티를 입지 않고 착용하도록 디자인되거나 전통적으로 그렇게 착용된다. 이것은 잠옷과 수영복으로 입는 대부분의 옷에도 적용된다. 일부 분석가들은 평균보다 높은 성욕을 가진 사람들이 쿠퍼액과 질 윤활제와 같은 부산물의 위생 관련 문제로 인해 평균보다 더 자주 팬티를 갈아입도록 권장했다.
속옷은 때때로 패션상의 이유나 흥분을 위해 부분적으로 노출된다. 예를 들어, 여성은 깃 아래로 브래지어 상단이 보이도록 하거나 시스루 블라우스를 그 위에 입을 수 있다. 일부 남성은 부분적으로 또는 완전히 단추를 풀은 셔츠 아래에 티셔츠나 A-셔츠를 입는다. 젊은 남성들(2018년) 사이에서 흔한 스타일은 바지를 허리 아래로 늘어뜨려 요대 또는 팬티의 더 많은 부분을 드러내는 것이다. 이것은 (북미에서) "행-로우 스타일"이라고 흔히 불린다. 로우라이즈 바지를 입고 T팬티 속옷의 윗부분 뒷면을 노출하는 여성을 "웨일 테일"이라고 부른다.

### 착용했던 속옷
성적인 목적으로 착용했던 여성 속옷의 판매는 일본의 부르세라라는 상점에서 시작되었고, 자판기에서도 판매되었다. 21세기, 인터넷이 개인의 익명 우편 주문 판매를 가능하게 하면서, 미국과 영국 일부 여성들은 남성의 수요에 응하여 자신들의 더러운 팬티, 때로는 다른 속옷을 판매하기 시작했다. 일부 남성들은 여성의 체액 냄새를 성적으로 흥분시키는 것으로 느끼며, 더러운 팬티를 자위행위 보조제로 사용하기도 한다. 때로는 며칠 동안 착용하고, 때로는 요청된 얼룩으로 맞춤 제작되는 더러운 팬티의 판매는 성 노동 분야에서 중요한 틈새시장이다. 훨씬 작은 시장에서는 게이 남성들에게 착용했던 남성 속옷을 판매한다.

## 유형 및 스타일
현대의 일반적인 속옷 유형과 스타일은 아래 표에 나열되어 있다.
| 유형            | 다른 이름                                                                                      | 참고 | 종류 |
| --------------- | ---------------------------------------------------------------------------------------------- | --- | --- |
| 남녀 공용       |                                                                                                | | |
| 전신            |                                                                                                | | |
| 긴 속옷         | 보온 속옷, 롱 존스                                                                             | 추운 날씨에 착용하는 투피스 속옷으로, 소매가 손목까지 내려오는 셔츠와 다리가 발목까지 내려오는 바지로 구성된다. | |
| 상체            |                                                                                                | | |
| 티셔츠          | 티                                                                                             | 단추, 주머니, 칼라가 없으며 짧거나 긴 소매를 가질 수 있는 몸통을 덮는 옷. 머리 위로 당겨 입는다. 특히 비공식적인 상황에서 겉옷으로 자주 착용된다. | - 라운드넥 티셔츠 - V넥 티셔츠 |
| 민소매          | 탱크톱, 와이프비터 (속어), 싱글렛, 머슬 셔츠, 운동 셔츠, A-셔츠                                | 티셔츠와 유사한 민소매 옷. 때로는 비공식적인 겉옷으로도 착용된다. | - A-셔츠 (기니 티, 머슬 셔츠, 싱글렛; 영국: 베스트) – 팔 구멍이 크고 목선이 가슴 중간까지 내려오는 몸에 꼭 맞는 옷. - 캐미솔: 여성을 위한 민소매 언더셔츠                                                                                        |
| 하체            |                                                                                                | | |
| 비키니 브리프   | 비키니 호주: 브리프 (남성용)                                                                   | 보통 착용자의 실제 허리보다 낮게, 종종 엉덩이에서 요대가 시작되며, 다리 밴드가 사타구니에서 끝난다. 남성용 비키니 브리프에는 보통 플라이가 없다. | - 하이 사이드 비키니 브리프 - 로우 사이드 비키니 브리프 - 스트링 비키니 – 사타구니에서 연결되지만 옆면에서는 연결되지 않은 두 개의 삼각형 조각으로 구성되며, 허리 주변에 얇은 "끈"이 조각들을 연결한다.                                          |
| G스트링         | 지스트링, 지 스트링                                                                            | 생식기를 덮거나 고정하고 엉덩이 사이로 지나가 허리끈에 부착되는 좁은 천 조각으로 구성된 T팬티 유형. | |
| C-스트링        | 시스트링, C 스트링                                                                             | G스트링만큼 좁지만, 착용자의 엉덩이/팬티 라인 주변에 지지하는 "끈"이 없는 T팬티 유형으로, 다리 사이에 옆으로 C자 모양의 조각만 남는다. | |
| 탕가            | 치키                                                                                           | G스트링보다 넓고 앞부분이 꽤 넓으며, 전통적인 브리프의 넓은 V자와 더 비슷하다. 착용감은 일반 T팬티나 G스트링보다 더 편안하며, 종종 더 화려하게 장식된다.                                                                                                 | |
| T팬티           |                                                                                                | 옷 뒷면 중앙에 좁은 천 조각이 있어 착용자의 엉덩이 사이에 위치하며, 앞면 또는 주머니를 착용자의 뒤쪽 요대에 연결한다. T팬티는 몸에 꼭 맞는 바지를 입을 때 "팬티 라인"을 줄이기 위해 착용되기도 한다.                                                     | |
| T-프론트        |                                                                                                | 엉덩이와 음순 사이를 지나고 음핵 위에서만 넓어지는 좁은 천 조각이다. 기본적인 위생 속옷 기능은 유지하면서도 노출이 많다. | |
| 여성용          |                                                                                                | | |
| 상체            |                                                                                                | | |
| 브래지어        |                                                                                                | 일반적으로 유방을 위한 두 개의 컵, 중앙 패널 (고어), 가슴 아래 몸통 주위를 감싸는 밴드, 그리고 각 측면에 어깨끈으로 구성된다. | - 발코넷 브라 - 데미 브라 - 패드 브라 - 푸쉬업 브라 - 스포츠브라 - 스트랩리스 브라 - 티셔츠 브라 - 원더브라 - 브라렛 |
| 하체            |                                                                                                | | |
| 보이 쇼츠       | 부티 쇼츠, 보이레그 브리프, 보이 쇼츠 팬티, 보이즈 컷 쇼츠, 보이쇼츠, 힙스터, 쇼티즈           | 남성 트렁크 브리프와 유사하게 엉덩이 아래로 더 길게 내려오는 팬티의 한 종류이다. | |
| 탭 팬티         | 사이드 컷 쇼츠, 댄스 쇼츠, 프렌치 니커즈                                                       | 골반 부위와 허벅지 상부를 덮는 란제리의 한 형태이다. | |
| 여성용 팬티     | 브리프, 클래식 브리프 영국: 니커즈                                                             | 이들은 일반적으로 고무 밴드 요대, 흡수성 소재 (예: 면)로 안감을 덧댄 생식기 부위를 덮는 가랑이, 그리고 종종 고무 처리된 한 쌍의 다리 구멍을 가지고 있다. 다리 부분이 매우 짧거나 전혀 없다.                                                              | - 컨트롤 팬티 – 일반적으로 스판덱스와 같은 신축성 있는 소재로 만들어지며 허리 위로 올라와 지지력을 제공하고 더 날씬한 모습을 연출하도록 디자인되었다. - 하이 컷 (프렌치 컷) 팬티. - 힙스터 – 허리밴드가 엉덩이 주변에 위치하여 더 낮게 착용한다. |
| 남성용          |                                                                                                | | |
| 하체            |                                                                                                | | |
| 복서 브리프     | 타이트 복서즈 영국: 트렁크                                                                     | 복서 쇼츠와 스타일은 유사하지만, 브리프처럼 몸에 꼭 맞는다. | - 운동 스타일 복서 브리프 – 바이크 쇼츠와 유사하며, 몸에 꼭 맞고 보통 플라이가 없다. - 파우치 복서 브리프 – 플라이 대신 생식기용 파우치가 있다.                                                                                                  |
| 트렁크          | 트렁크 브리프, 짧은 다리 복서 브리프                                                           | 복서 브리프와 스타일은 유사하지만, 인심이 더 짧다. | - 파우치 트렁크 – 생식기용 파우치가 있다. |
| 미드웨이 브리프 | 미드웨이즈, 긴 다리 복서 브리프                                                                | 복서 브리프와 스타일은 유사하지만, 다리가 무릎 근처 또는 무릎까지 더 길다. | - 짐 미드웨이 브리프 – 몸에 꼭 맞고 보통 플라이가 없다. - 파우치 미드웨이 브리프 – 생식기용 파우치가 있다. |
| 복서 쇼츠       | 복서즈 영국: 트렁크                                                                            | 착용자의 허리 또는 그 근처에 고무 밴드 요대가 있으며, 다리 부분은 상당히 헐렁하고 허벅지 중간까지 내려온다. 보통 단추가 있거나 없는 플라이가 있다. 화려한 무늬, 만화 캐릭터 그림, 스포츠 팀 로고, 슬로건이 있는 복서 쇼츠는 쉽게 구할 수 있다.           | - 니트 복서즈 - 우븐 복서즈 |
| 브리프          | 클래식 브리프 영국: Y-프론트 미국: 타이티-화이티즈 (속어), 조키 쇼츠, 조키즈 호주: 잭스 (속어) | 착용자의 허리 또는 그 근처에 고무 밴드 요대가 있으며, 다리 밴드는 사타구니 또는 그 근처에서 끝난다. | - 전통적인 브리프 – 역Y자형 플라이가 있다. - 대각선 플랩 브리프. - 미드라이즈 브리프 - 로우컷 또는 로우라이즈 브리프 - 파우치 브리프. |
| 작스트랩        | 운동용 지지대, 작, 너트 컵 (속어), 스트랩, 지지대                                              | 생식기 지지 주머니가 있는 고무 밴드 요대와 주머니 밑단에서 좌우 허리밴드에 부착된 두 개의 고무 끈으로 구성된다. 일부 종류에서는 주머니에 충격 방지 컵을 넣어 생식기를 부상으로부터 보호할 수 있다. 작스트랩은 남성 댄서가 착용하는 댄스 벨트와는 다르다. | - 스트랩리스 파우치 – 생식기용 지지 파우치와 요대로 구성되며, 고정 스트랩은 없다. |
| 종교적 속옷     |                                                                                                | | |
| 전신            |                                                                                                | | |
| 성전 의복       |                                                                                                | 이 종류의 속옷은 모르몬 신자들이 착용한다. | |
| 상체            |                                                                                                | | |
| 탈릿 카탄       |                                                                                                | | |
| 하체            |                                                                                                | | |
| 카체라          |                                                                                                | | |

## 산업

### 시장
2008년 1월 보도에 따르면, 시장 조사 회사 민텔에 따르면 영국 남성 속옷 시장은 £6억 7,400만 파운드에 달했으며, 남성 팬티 판매량은 2000년에서 2005년 사이에 24% 증가했다. 영국 제조업체와 소매업체들은 대부분의 영국 남성이 "트렁크" 또는 짧은 복서 브리프를 선호한다고 주장한다. 연간 4천만 켤레의 남성 팬티를 판매하는 영국의 주요 소매업체 마크스 & 스펜서 (M&S)의 남성복 담당 이사는 복서 쇼츠가 여전히 M&S에서 가장 인기가 많지만, 카지노 로얄 (2006)에서 배우 대니얼 크레이그가 입었던 수영 트렁크와 유사한 디자인의 힙스터 트렁크에 대한 수요가 줄어들고 있다고 밝혔다.
1985년에는 프루트 오브 더 룸, 하네스, 조키 인터내셔널이 미국 남성 속옷 시장에서 가장 큰 점유율을 차지했다. 이들 회사는 각각 시장의 약 35%, 15%, 10%를 차지했다.
"We're Here, We're Queer and We're not Going Catalogue Shopping"의 저자인 그레고리 우즈는 기업들이 종종 남성 속옷을 이성애자 남성에게 마케팅하지 않는다고 언급했는데, 이는 이들이 자신을 위해 속옷을 구매하는 데 관심이 없다는 가정 때문이라고 했다. 따라서 그러한 광고의 상당수는 여성들이 남편을 위해 속옷을 구매하도록 설득하거나, 게이 또는 양성애자 남성을 대상으로 한다. 1985년 조키 인터내셔널 사장 하워드 쿨리는 여성들이 남성보다 더 자주 쇼핑하며, 남성들은 여성에게 자신을 위해 속옷을 사달라고 요청한다고 말했다.  1985c.에 실시된 여러 연구에 따르면, 판매되는 남성 속옷의 60-80%는 여성이 구매한 것이었다.

### 디자이너 및 소매업체
수많은 주요 디자이너 브랜드는 캘빈 클라인, 돌체앤가바나, 라 페를라를 포함한 속옷 컬렉션으로 유명하다. 마찬가지로 앤드루 크리스천, 2(x)ist, 레오니사, 그리고 파피와 같은 전문 속옷 브랜드가 끊임없이 등장하고 있다.
속옷 전문 소매업체로는 하이 스트리트 매장인 라 센자 (캐나다), 에이전트 프로보케이터 (영국), 빅토리아 시크릿 (미국) 및 1998년에 설립된 갭의 란제리 부문 갭바디(GapBody) (미국)가 있다. 2000년에는 온라인 소매업체인 프레쉬페어가 뉴욕에서 시작되었고, 2008년 애버크롬비 & 피치는 다른 속옷 소매업체와 경쟁하기 위해 새로운 체인점 길리 힉스를 열었다.
2014년 스톡홀름 스케이트 아톤은 비에른 보리의 후원을 받았으며, 광고 캠페인은 예를 들어 스케이트보드나 롱보드를 타는 참가자들에게 속옷을 입도록 권장했고, 스케이트보더들로부터 비판을 받았지만 일부 사람들은 결국 속옷 차림으로 나타났다.

## 하체 속옷 미착용
하체 속옷을 입지 않는 행위는 고잉 코만도라는 속어로 알려져 있으며, 때로는 프리-볼링 또는 프리-버핑 (음낭과 음문을 각각 지칭)이라고도 한다.
'고 코만도'라는 문구의 기원은 불확실하며, 일부는 "개방적"이거나 "행동 준비가 된" 것을 의미한다고 추측한다. 현대적 사용은  1974c.년 미국 대학생들 사이에서 시작된 것으로 추정되며, 베트남 전쟁 당시 군인들이 "환기를 늘리고 습기를 줄이기 위해" 속옷을 입지 않았다는 소문과 관련이 있을 수 있다. 이 문구는 1960년대 후반부터 주로 여성을 지칭하며 영국에서 사용되었다. 영국과 여성과의 연관성은 제2차 세계 대전 당시 런던 웨스트 엔드에서 일하는 매춘부들을 "피카딜리 코만도"라고 불렀던 완곡어법과 관련이 있다는 제안이 있었다. 이 용어는 1996년 프렌즈 에피소드에 등장한 후 미국에서 다시 대중화되었는데, 이 에피소드에서 조이 트리비아니는 챈들러 빙이 소유한 모든 것을 복수심에 입고 "코만도" 상태로 등장한다.
2014년 자유 참여 인터넷 기반 여론 조사에서 60분과 배너티 페어는 웹사이트 방문객들에게 "얼마나 자주 '고 코만도'를 하시나요?"라는 질문을 던졌다. 참가자의 4분의 1은 적어도 가끔 그렇게 한다고 답했고, 39%는 전혀 그렇게 하지 않는다고 답했으며, 35%는 이 용어의 의미를 모른다고 답했다.

## 같이 보기
- 기저귀
- 복장 규정
- 수영복
- 바지